# Каменец (Кырджалийская область)
Каменец (болг. Каменец) — село в Болгарии. Находится в Кырджалийской области, входит в общину Момчилград. Население составляет 28 человек.

## Политическая ситуация
Кмет (мэр) общины Момчилград — Ердинч Исмаил Хайрула (Движение за права и свободы (ДПС)) по результатам выборов в правление общины.